# Grand Prix Monako 1991
Grand Prix Monako 1991 (oryg. Grand Prix Automobile de Monaco) – czwarta runda Mistrzostw Świata Formuły 1 w sezonie 1991, która odbyła się 12 maja 1991, po raz 38. na torze Circuit de Monaco.
49. Grand Prix Monako, 38. zaliczane do Mistrzostw Świata Formuły 1.

## Klasyfikacja

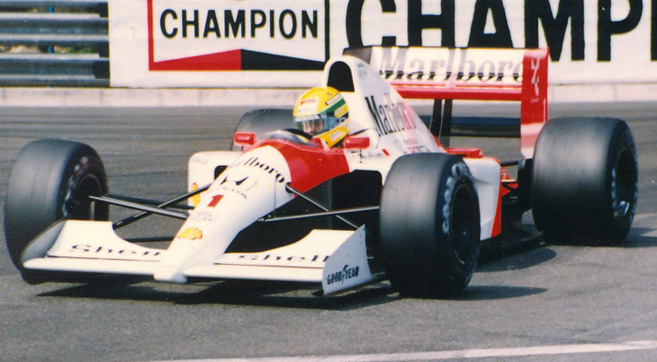
Ayrton Senna podczas wyścigu

| Legenda oznaczeń w tabelach wyników Wyświetl szablon na nowej stronie | Legenda oznaczeń w tabelach wyników Wyświetl szablon na nowej stronie                                                                     |
| Oznaczenie                                                            | Wyjaśnienie |
| --------------------------------------------------------------------- | --- |
| Złoty                                                                 | Zwycięzca lub mistrzostwo |
| Srebrny                                                               | 2. miejsce lub wicemistrzostwo |
| Brązowy                                                               | 3. miejsce lub II wicemistrzostwo |
| Zielony                                                               | Ukończył, punktował (w klasyfikacji generalnej, gdy zdobył co najmniej jeden punkt na przestrzeni sezonu, poza trzema powyższymi opcjami) |
| Niebieski                                                             | Ukończył, nie punktował (w klasyfikacji generalnej, gdy nie zdobył co najmniej jednego punktu na przestrzeni sezonu)                      |
| Czerwony                                                              | Nie zakwalifikował się (NZ) |
| Czerwony                                                              | Nie prekwalifikował się (NPK) |
| Różowy                                                                | Nie ukończył (NU) |
| Różowy                                                                | Niesklasyfikowany (NS) (w klasyfikacji generalnej, gdy nie został sklasyfikowany w żadnym wyścigu sezonu)                                 |
| Czarny                                                                | Zdyskwalifikowany (DK) |
| Czarny                                                                | Wykluczony (WYK/EX) |
| Biały                                                                 | Nie wystartował (NW) |
| Biały                                                                 | Kontuzjowany (K/INJ) |
| Biały                                                                 | Wyścig odwołany (OD/C) |
| Bez koloru                                                            | Został wycofany (WYC/WD) |
| Bez koloru                                                            | Nie przybył (NP/DNA) |
| Bez koloru                                                            | Nie brał udziału w treningach (NT/DNP) |
| Bez koloru                                                            | Nie został zgłoszony (–) |
| Pogrubienie                                                           | Start z pole position |
| Kursywa                                                               | Najszybsze okrążenie wyścigu |
| †                                                                     | Nie ukończył, ale jego rezultat został zaliczony ze względu na przejechanie więcej niż 90% dystansu wyścigu.                              |
| *                                                                     | Sezon w trakcie |
| 1/2/3                                                                 | Punktowana pozycja w sprincie kwalifikacyjnym                                                                                             |
| Lista systemów punktacji Formuły 1                                    | |

| Poz | Nr | Kierowca           | Konstruktor        | Okrążeń | Czas/powód NU | Poz. Start. | Punktów |
| --- | -- | ------------------ | ------------------ | ------- | ------------- | ----------- | ------- |
| 1   | 1  | Ayrton Senna       | McLaren-Honda      | 78      | 1:53:02.334   | 1           | 10      |
| 2   | 5  | Nigel Mansell      | Williams-Renault   | 78      | + 18.348      | 5           | 6       |
| 3   | 28 | Jean Alesi         | Ferrari            | 78      | + 47.455      | 9           | 4       |
| 4   | 19 | Roberto Moreno     | Benetton-Ford      | 77      | + 1 okrążenie | 8           | 3       |
| 5   | 27 | Alain Prost        | Ferrari            | 77      | + 1 okrążenie | 7           | 2       |
| 6   | 21 | Emanuele Pirro     | Dallara-Judd       | 77      | + 1 okrążenie | 12          | 1       |
| 7   | 25 | Thierry Boutsen    | Ligier-Lamborghini | 76      | + 2 Okrążenia | 16          |         |
| 8   | 32 | Bertrand Gachot    | Jordan-Ford        | 76      | + 2 Okrążenia | 23          |         |
| 9   | 29 | Éric Bernard       | Lola-Ford          | 76      | + 2 Okrążenia | 13          |         |
| 10  | 26 | Érik Comas         | Ligier-Lamborghini | 76      | + 2 Okrążenia | 26          |         |
| 11  | 22 | Jyrki Järvilehto   | Dallara-Judd       | 75      | + 3 Okrążenia | 21          |         |
| 12  | 23 | Pierluigi Martini  | Minardi-Ferrari    | 72      | + 6 Okrążeń   | 14          |         |
| NU  | 11 | Mika Häkkinen      | Lotus-Judd         | 64      | Wyciek oleju  | 25          |         |
| NU  | 24 | Gianni Morbidelli  | Minardi-Ferrari    | 49      | Skrz. biegów  | 17          |         |
| NU  | 15 | Maurício Gugelmin  | Leyton House-Ilmor | 43      | Przepustnica  | 15          |         |
| NU  | 4  | Stefano Modena     | Tyrrell-Honda      | 42      | Silnik        | 2           |         |
| NU  | 6  | Riccardo Patrese   | Williams-Renault   | 42      | Wypadł z toru | 3           |         |
| NU  | 8  | Mark Blundell      | Brabham-Yamaha     | 41      | Wypadł z toru | 19          |         |
| NU  | 9  | Michele Alboreto   | Footwork-Porsche   | 39      | Silnik        | 22          |         |
| NU  | 3  | Satoru Nakajima    | Tyrrell-Honda      | 35      | Wypadł z toru | 11          |         |
| NU  | 30 | Aguri Suzuki       | Lola-Ford          | 24      | Silnik        | 20          |         |
| NU  | 33 | Andrea de Cesaris  | Jordan-Ford        | 21      | Przepustnica  | 10          |         |
| NU  | 16 | Ivan Capelli       | Leyton House-Ilmor | 12      | Hamulce       | 18          |         |
| NU  | 17 | Gabriele Tarquini  | AGS-Ford           | 9       | Skrz. biegów  | 24          |         |
| NU  | 2  | Gerhard Berger     | McLaren-Honda      | 9       | Wypadł z toru | 6           |         |
| NU  | 20 | Nelson Piquet      | Benetton-Ford      | 0       | Zawieszenie   | 4           |         |
| NZ  | 12 | Julian Bailey      | Lotus-Judd         |         |               |             |         |
| NZ  | 18 | Fabrizio Barbazza  | AGS-Ford           |         |               |             |         |
| NZ  | 10 | Alex Caffi         | Footwork-Porsche   |         |               |             |         |
| NZ  | 7  | Martin Brundle     | Brabham-Yamaha     |         |               |             |         |
| NPK | 34 | Nicola Larini      | Lambo-Lamborghini  |         |               |             |         |
| NPK | 35 | Eric van de Poele  | Lambo-Lamborghini  |         |               |             |         |
| NPK | 31 | Pedro Chaves       | Coloni-Ford        |         |               |             |         |
| NPK | 14 | Olivier Grouillard | Fondmetal-Ford     |         |               |             |         |